# مارينوس يان خران بري مولييره
مارينوس يان خران بري مولييره (بالهولندية: Marinus Jan Granpré Molière)‏ (Oudenbosch, 13 أكتوبر 1883 — فاسينار، 13 فبراير 1972) كان مهندساً معمارياً هولندياً.
خران بري مولييره كان أستاذاً بجامعة دلفت للتكنولوجيا، واعتبر مؤسس المدرسة المتمسكة بالتقاليد. بدأت مولييره العديد من المشاريع الحضرية، مثل منذ Wieringermeer (1927) والبولدر الشرقية الشمالية (منذ 1937).

## معرض صور

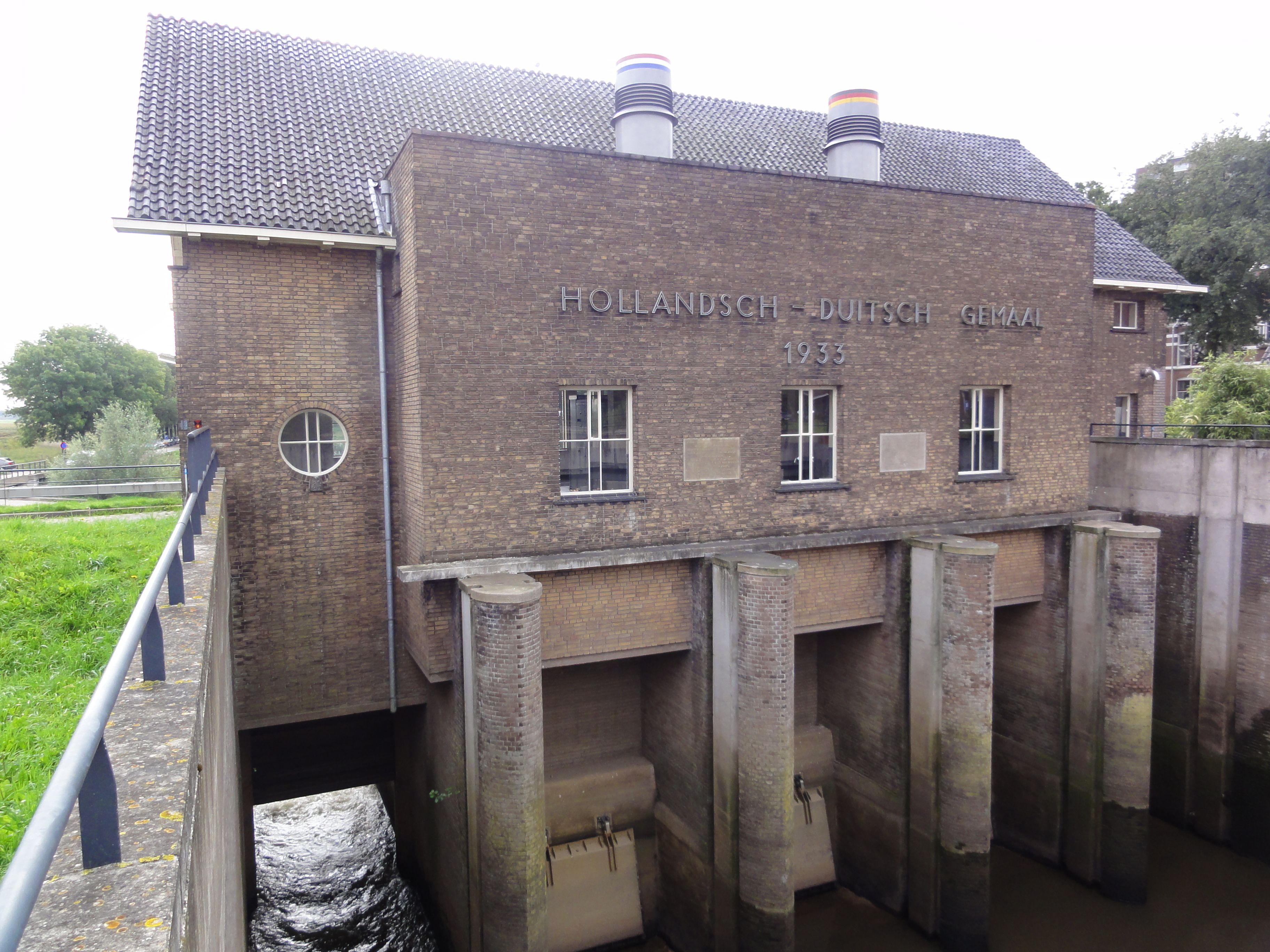
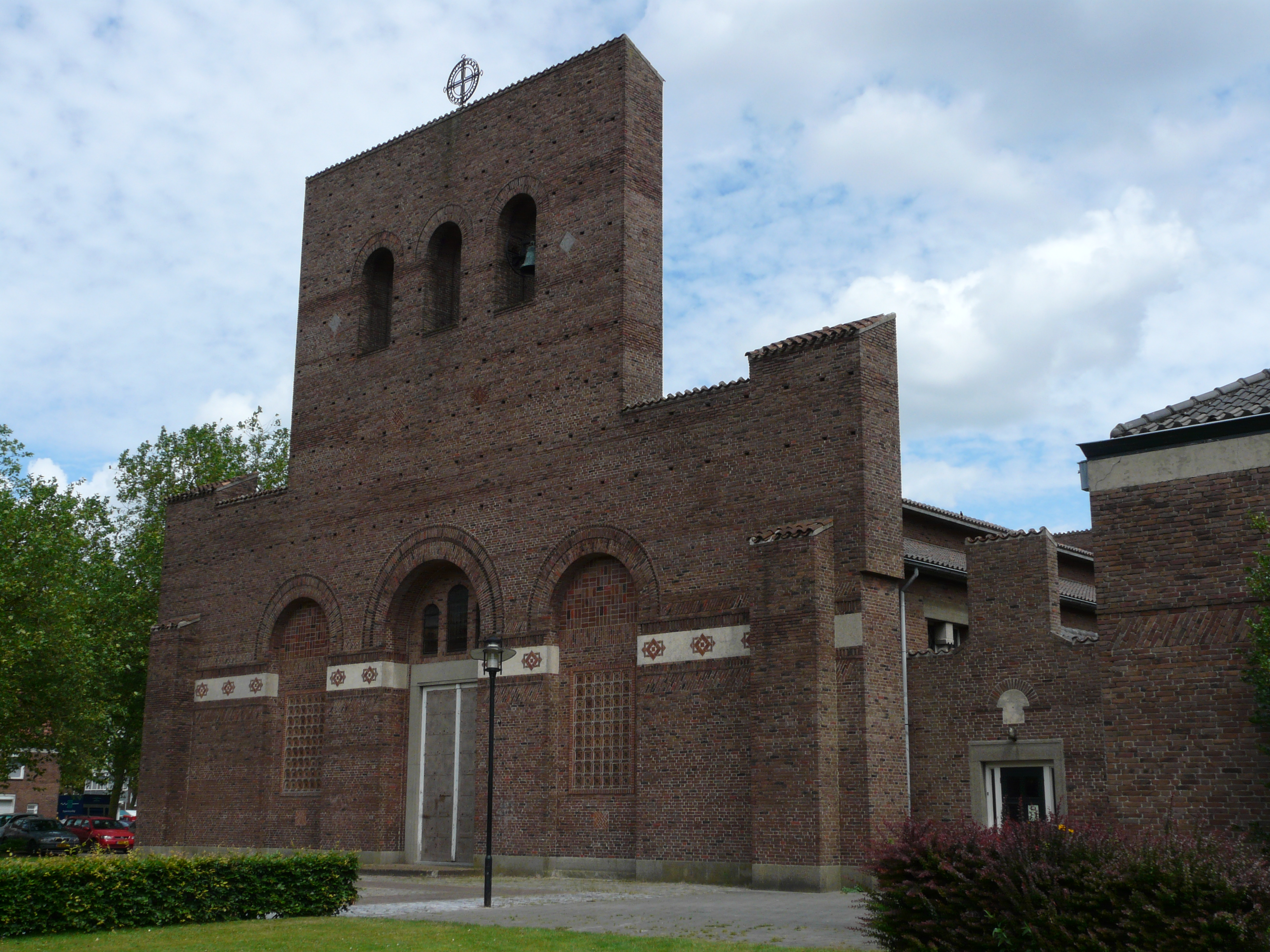
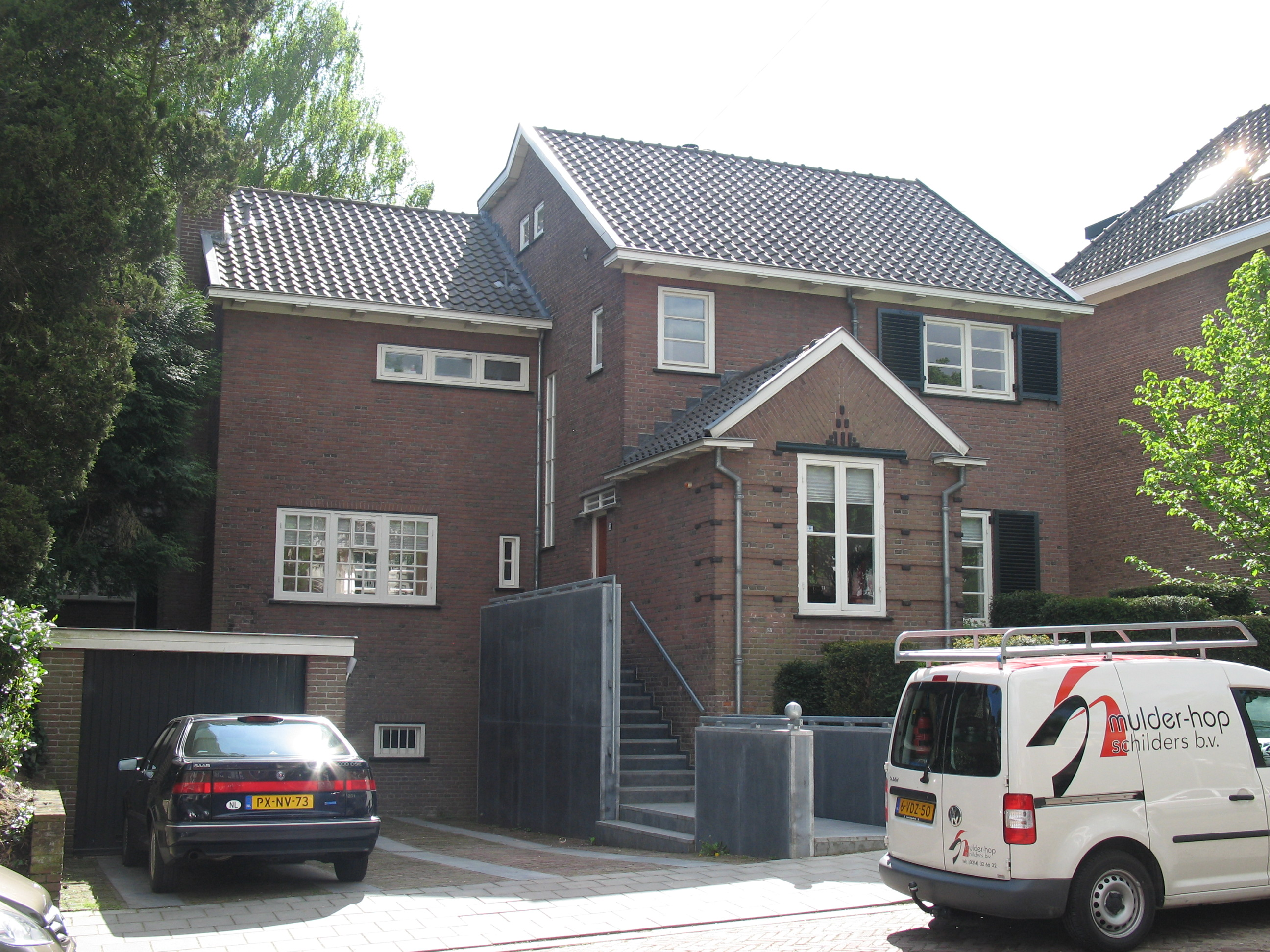
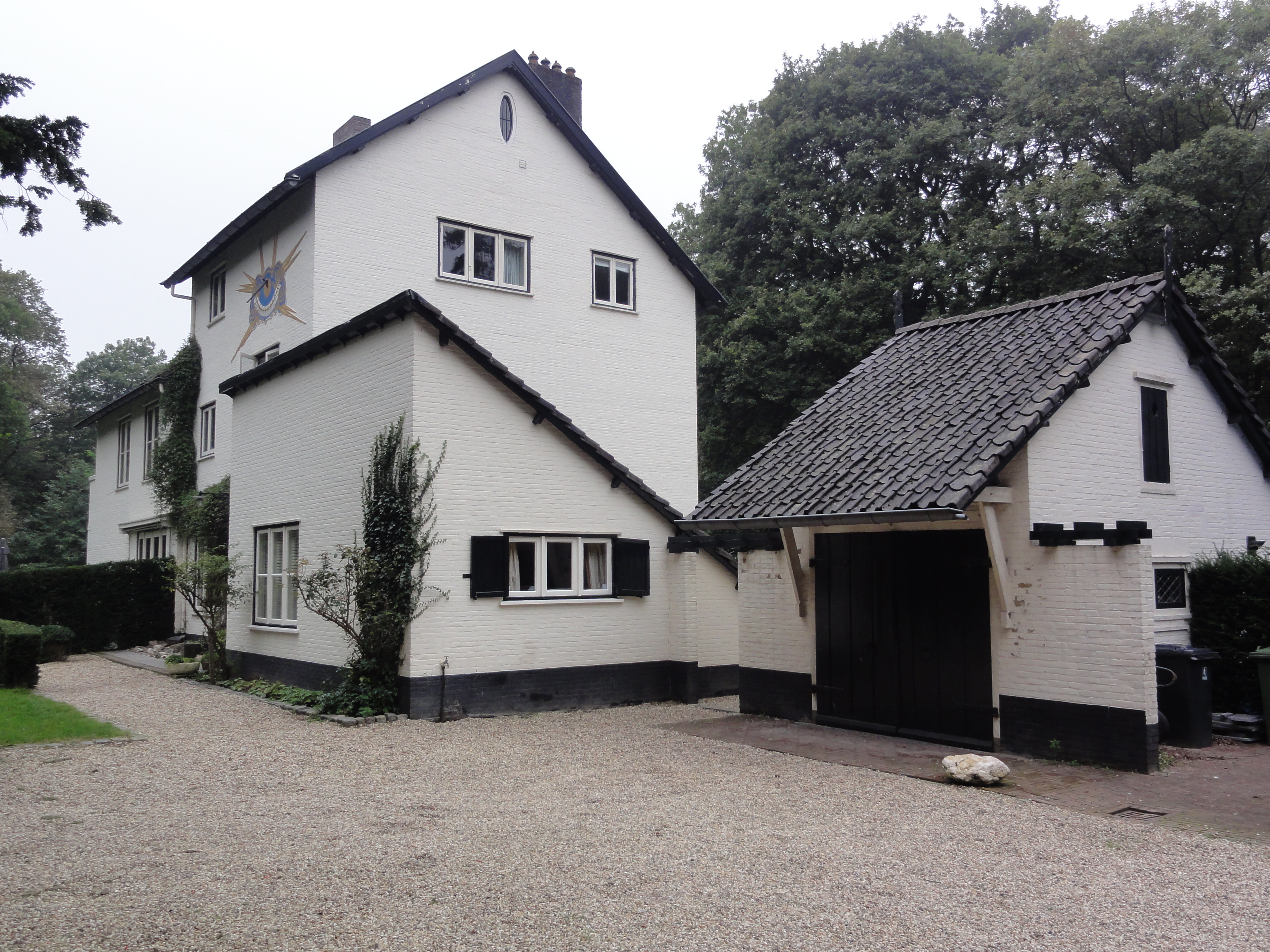

## روابط خارجية
- مارينوس يان خران بري مولييره على موقع أوليمبيديا (الإنجليزية)